# Eugène Aynsley Goossens

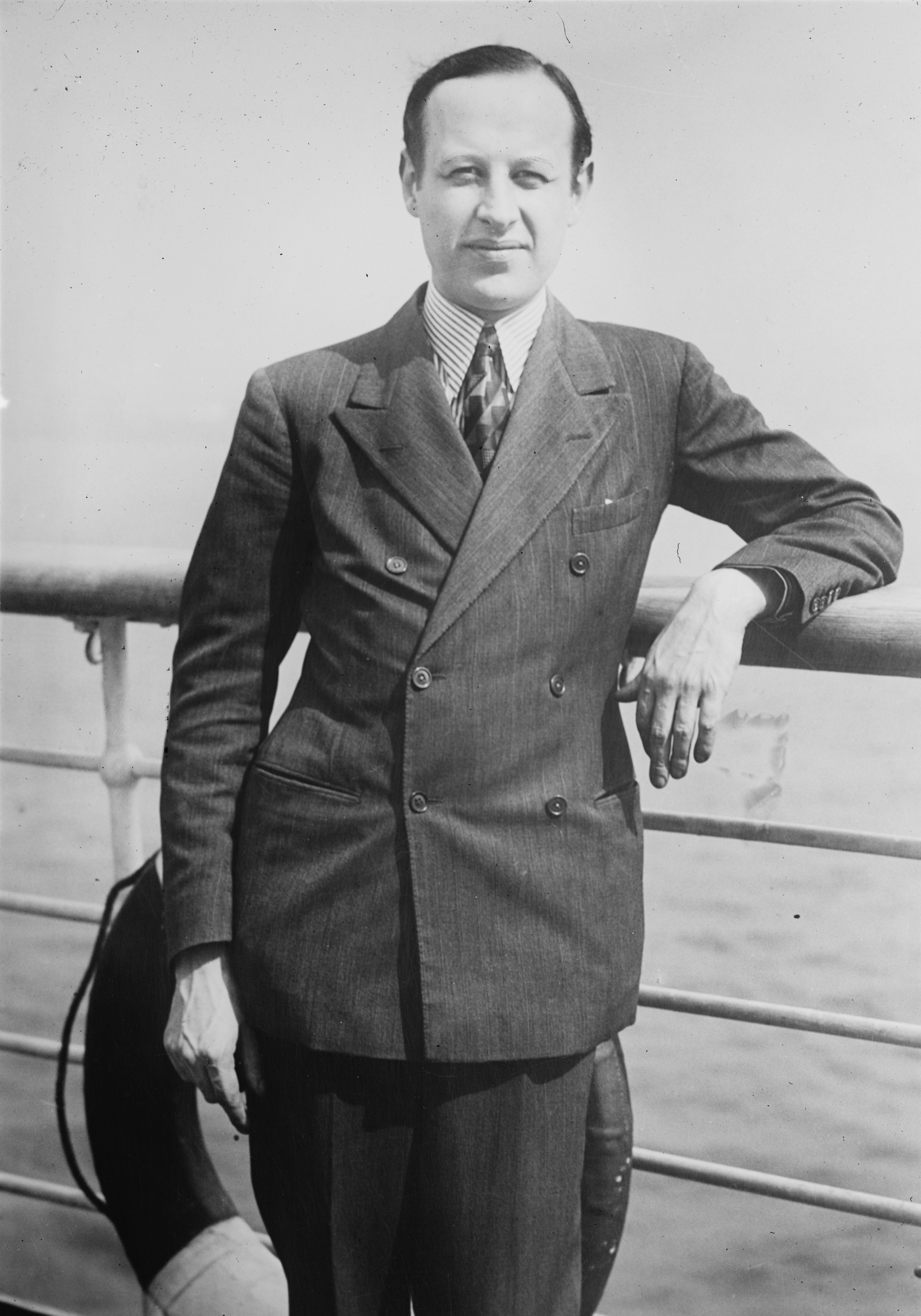
Eugene Goossens

Sir Eugène Aynsley Goossens (* 26. Mai 1893 in London; † 13. Juni 1962 in Hillingdon bei London) war ein englischer Dirigent und Komponist.

## Leben
Goossens entstammte einer Musikerfamilie belgischer Herkunft und war Sohn des Dirigenten und Violinisten Eugène Goossens. Er studierte ab 1903 Musik in Brügge, dann in Liverpool und ab 1907 in London am Royal College of Music, unter anderem bei Charles Villiers Stanford und Charles Wood. 1912 dirigierte Goossens sein eigenes op. 1, Variations on a Chinese Theme, am Royal College. Von 1911 bis 1915 war er Violinist im Queen’s Hall Orchestra und wurde dann dort, gefördert von Thomas Beecham, Direktionsassistent. 1921 leitete er die britische Erstaufführung von Le sacre du printemps von Igor Strawinsky, worauf ihn Djagilew als Dirigent für die Ballets Russes engagierte.
Zwischen 1923 und 1931 wirkte er in den USA als Dirigent des Rochester Philharmonic Orchestra, dann von 1931 bis 1946 als Dirigent des Cincinnati Symphony Orchestra als Nachfolger von Fritz Reiner. 1942 regte Goossens verschiedene Komponisten zur Komposition patriotischer Fanfaren anlässlich des amerikanischen Eintritts in den Zweiten Weltkrieg an. Unter den entstandenen Beiträgen war auch die bis heute sehr bekannt gebliebene Fanfare for the Common Man von Aaron Copland. Von 1947 bis 1956 arbeitete er in Australien, wo er unter anderem das Sydney Symphony Orchestra leitete und Direktor des NSW State Conservatorium of Music wurde. 1955 wurde Goossens, mittlerweile eine der führenden Persönlichkeiten des australischen Kulturlebens, als Knight Bachelor in den Adelsstand erhoben.
Im März 1956 zwang ein Skandal Goossens zum Rückzug von allen seinen Positionen. Vorausgegangen war eine jahrelang geheim gehaltene Beziehung zu Rosaleen Norton, die als sogenannte „Witch of Kings Cross“ im Rotlichtviertel Sydneys lebte und dort, unter anderem wegen Praktizierung erotisch-okkulter Riten, gewisse Bekanntheit genoss. Nach Rückkehr von einer Europareise durchsuchte die von Informanten aufmerksam gemachte australische Flughafenpolizei Goossens’ Gepäck, wobei Bücher und Bilder pornographischen Inhalts neben weiteren Utensilien gefunden wurden, deren Einfuhr nach Australien nach damaliger Rechtslage verboten war. Die Affäre mit Norton wurde öffentlich, was seine Reputation derart beschädigte, dass er Australien verließ und nach England zurückkehrte. Dort dirigierte er u. a. für die Plattenfirma Everest Records einige Stereo-Aufnahmen. Sein letztes Konzert gab er 1962 mit dem London Symphony Orchestra.
Goossens verfasste eine Autobiographie mit dem Titel Overture and Beginners: A Musical Autobiography.

## Kompositorisches Werk
Unter den Werken von Goossens finden sich zwei Sinfonien (1940, 1946), zwei Streichquartette, zwei Violinsonaten, ein Concertino für Oktett (auch in Fassung für Streichorchester) neben weiterer Kammermusik. Außerdem schrieb er zwei Opern ("Don Juan de Mañara" wurde von der BBC im April 1959 unter Goossens eigener Leitung gesendet), das Oratorium The Apocalypse und ein Oboenkonzert, das für seinen Bruder Léon Goossens entstand.
Seine Musik ging vom französischen Impressionismus aus, griff aber auch modernere Elemente auf und zeigt eine Vorliebe für groteske und exotische Wirkungen. Sie wird erst etwa seit Mitte der 1990er-Jahre, auch durch Aufnahmen der Australian Broadcasting Corporation, wiederentdeckt.

## Trivia
Der Skandal von 1956 fand später Widerhall in Literatur, Musik und Film. So wurde er Grundlage der Novelle Pagan (1990) von Inez Baranay, inspirierte das Schauspiel The Devil is a Woman von Louis Nowra sowie die Oper Eugene & Roie des Komponisten Drew Crawford. Außerdem wird er in Geoffrey Burtons Film The Fall of the House behandelt.